# Orquesta Filarmónica Eslovaca
La Orquesta Filarmónica Eslovaca (en eslovaco: Slovenská Filharmónia) es una orquesta sinfónica de Bratislava, Eslovaquia.
Fundada en 1949, la orquesta ha residido desde los años cincuenta en la sala de conciertos Reduta Bratislava, de la época barroca, construida en 1773. Además de los conciertos de temporada, la orquesta participa con regularidad en festivales musicales de toda Europa, y también ha participado en giras internacionales a Chipre, Turquía, Japón y los Estados Unidos. La orquesta ha producido numerosas grabaciones aclamadas por la crítica, principalmente para el sello Naxos.

## Directores
- 1949-1952 Václav Talich
- 1949-1952 Ľudovít Rajter
- 1952-1953 Tibor Frešo
- 1953-1976 Ľudovít Rajter director (1961-1976).
- 1961-1981 Ladislav Slovák
- 1981-1982 Libor Pešek
- 1982-1984 Vladimír Verbickij
- 1984-1989 Bystrík Režucha
- 1990-1991 Aldo Ceccato
- 1991-2001 Ondrej Lenárd, director musical desde 1995.
- 2003-2004 Jiří Bělohlávek, también es el actual director artístico.
- 2004-2007 Vladimír Válek
- 2007-2009 Peter Feranec
- 2009-2016 Emmanuel Villaume
- 2017-presente James Judd